# 横浜駅異臭事件
横浜駅異臭事件（よこはまえきいしゅうじけん）は、1995年4月19日午後1時頃、神奈川県横浜市西区にあるJR横浜駅東西自由通路（現在の中央東西自由通路）の西口付近で市販の護身スプレーによる異臭が発生し、近くにいた人や、横浜駅からJR線や私鉄を使った乗客等が体調の異常を訴えた事件。当初約570人が病院などで手当てを受け、1995年7月までの調べでは合計668人が症状を訴えていた。

## 事件の実行者
地下鉄サリン事件直後の事件であったためオウム真理教との関連性も疑われたが無関係だったと見られ、1996年、横浜地方裁判所の山本武久裁判長は無職だった31歳の被告の単独犯行だったと認定した。

## 事件の状況
乗客のほとんどがその場で倒れたり、近くの施設に逃げ込んだり、東急、相鉄、JR東日本、横浜市営地下鉄、京急の各駅員に助けを求めたり、電車に乗り込んだりした後に体調が急変したりするなど、かなり広範囲に被害者が散らばった。そのため、現在でも正確な被害状況が分からないという。
なお、横浜市消防局では重軽症者500人以上と発表した。

### 各鉄道乗客の被害
JR根岸線関内駅で2人が救急車で病院に運ばれ、同じく石川町駅でも1人が病院に搬送された。京急線の京急蒲田駅でも乗客が異常を訴え、東京消防庁が近くの病院へ搬送した。

### 乗り入れ鉄道各社の対応
地下鉄サリン事件の直後であったこともあり、各鉄道事業者ではゴミ箱を撤去したり、係員を増やすと言ったような対応をとっていたが、不特定多数の乗客が往来する横浜駅では対応し切れなかった。
事件が発生した際、横浜駅に乗り入れる鉄道各社は対応に追われた。当時は東西自由通路が1本しか無く、事件対応で東口・西口が分断されたため、横浜駅は終日麻痺。鉄道の乗り換え連絡が特にJR東日本・東急・京急と相鉄の間でスムーズに行かず、ダイヤまで乱れた。

### 関係機関の対応
横浜市消防局では毒劇物災害として多数の消防隊等を出場させ、負傷者の搬送や原因物質特定のためのガス分析などを行った。神奈川県知事からの災害派遣要請を受けた陸上自衛隊の化学科部隊（第1師団司令部付隊化学防護小隊）がヘリ空輸部隊等の支援で到着するなど、現場一帯はものものしい雰囲気に包まれたが、原因物質の特定には至らなかった。

## 本事件の模倣犯
事件から2日後の21日には、横浜駅西口東急東横線改札口近くでも異臭事件があり、30人あまりが病院に運ばれた。神奈川県警察では相次ぐ横浜駅での異臭事件に危機感を抱き、しばらくの間警察官を増員させて警戒に当たらせた。